# Denis Suárez
Denis Suárez Fernández (* 6. Januar 1994 in Salceda de Caselas, Galicien) ist ein spanischer Fußballspieler, der seit Sommer 2023 beim FC Villarreal unter Vertrag steht.

## Vereinskarriere

### Celta Vigo
Nachdem er zuvor beim unterklassigen Porriño Industrial gespielt hatte, wechselte Suárez im Jahr 2009 zum damaligen Zweitligisten Celta Vigo. Bereits als 16-Jähriger kam er dort in der zweiten Mannschaft zum Einsatz, mit der er in der Saison 2009/10 in der dritten Liga spielte. Sein erstes Pflichtspiel absolvierte er am 18. April 2010 gegen den CD Izarra. Insgesamt wurde er in der Spielzeit vier Mal eingesetzt. 2010/11 bestritt er weitere elf Spiele für seinen Verein, bevor er im darauffolgenden Sommer nach England wechselte.

### Manchester City
Der 17-Jährige unterschrieb dort einen Vertrag bei Manchester City. Der Verein zahlte eine Ablösesumme von 850.000 Pfund an Celta Vigo. Die Summe hätte sich, abhängig von der Anzahl seiner Einsätze, auf bis zu 2,75 Millionen Pfund erhöhen können. Sein Debüt für den Klub machte er bei der USA-Reise 2011. Zu seinem ersten offiziellen Einsatz kam er am 26. Oktober des Jahres im League Cup gegen Wolverhampton, als er für Samir Nasri eingewechselt wurde. In der Premier League stand er jedoch kein einziges Mal im Kader. Auch in der Saison 2012/13 war ein Spiel im League Cup sein einziges für die Profis. Am 13. Januar 2013 stand er zum ersten und einzigen Mal im Kader einer Ligapartie. Stattdessen sammelte er Spielpraxis in der U-21 Premier League.

### FC Barcelona
Im Sommer 2013 kehrte Suárez nach Spanien zurück. Er unterschrieb einen Vierjahresvertrag beim FC Barcelona B. Im Vertrag vereinbart wurde eine Ausstiegsklausel, die bei 12 Millionen Euro liegt und sich auf eine Summe von 35 Millionen Euro erhöht, wenn er in die erste Mannschaft wechselt. Am 8. September gab er gegen CD Teneriffa sein Pflichtspieldebüt für den Verein. Es war zugleich sein erstes Ligaspiel im Herrenbereich. Am 5. Januar 2014 schoss er in einem Spiel gegen die AD Alcorcón sein erstes Tor für die Mannschaft. In der gesamten Spielzeit absolvierte er 36 Spiele und erzielte sieben Tore. Er war einer der stärksten Spieler in der besten Saison der Historie der zweiten Mannschaft Barças.

### Über Sevilla nach Villarreal
Im Juni 2014 gab der FC Barcelona bekannt, Suárez für zwei Jahre an den FC Sevilla zu verleihen. Im Gegenzug wechselte Ivan Rakitić nach Barcelona. In Sevilla kam Suárez auf 31 Ligaeinsätze, in denen er zwei Tore erzielte. Außerdem steuerte er mit drei Toren in neun Spielen zum Gewinn der Europa League bei.
Am 29. August 2015 einigten sich der FC Barcelona und der FC Sevilla auf eine Auflösung des Leihgeschäfts, um einen Wechsel von Suárez zum FC Villarreal zu ermöglichen. Suárez erhielt einen Vierjahresvertrag bis zum 30. Juni 2019. Der FC Barcelona hielt sich jedoch für 2016 und 2017 eine Rückkaufoption offen.

### Rückkehr nach Barcelona
Zur Saison 2016/17 kehrte Suárez per Rückkaufoption in Höhe von 3,25 Mio. Euro zum FC Barcelona zurück. Er erhielt einen Vierjahresvertrag bis zum 30. Juni 2020 mit einer Option auf eine weitere Spielzeit und einer Ausstiegsklausel in Höhe von 50 Mio. Euro.

### Über Arsenal zurück nach Vigo
Ende Januar 2019 wechselte Suárez bis zum Ende der Saison 2018/19 auf Leihbasis in die englische Premier League zum FC Arsenal. Unter dem spanischen Cheftrainer Unai Emery konnte sich Suárez nicht durchsetzen. Er absolvierte lediglich 4 Kurzeinsätze in der Premier League.
Zur Saison 2019/20 kehrte Suárez nicht mehr zum FC Barcelona zurück, sondern wechselte für eine Ablösesumme in Höhe von 12,9 Millionen Euro (plus 3,1 Millionen Euro Bonuszahlungen) zu seinem ehemaligen Jugendverein Celta Vigo, bei dem er einen Vertrag mit einer Laufzeit bis zum 30. Juni 2023 unterschrieb. Im Januar 2023 wurde er für die restliche Saison an den Ligakonkurrenten und späteren Absteiger Espanyol Barcelona verliehen.

### Rückkehr zu Villareal
Im Sommer 2023 kehrte er zu Villareal zurück und unterschrieb dort einen Dreijahresvertrag.

## Nationalmannschaft

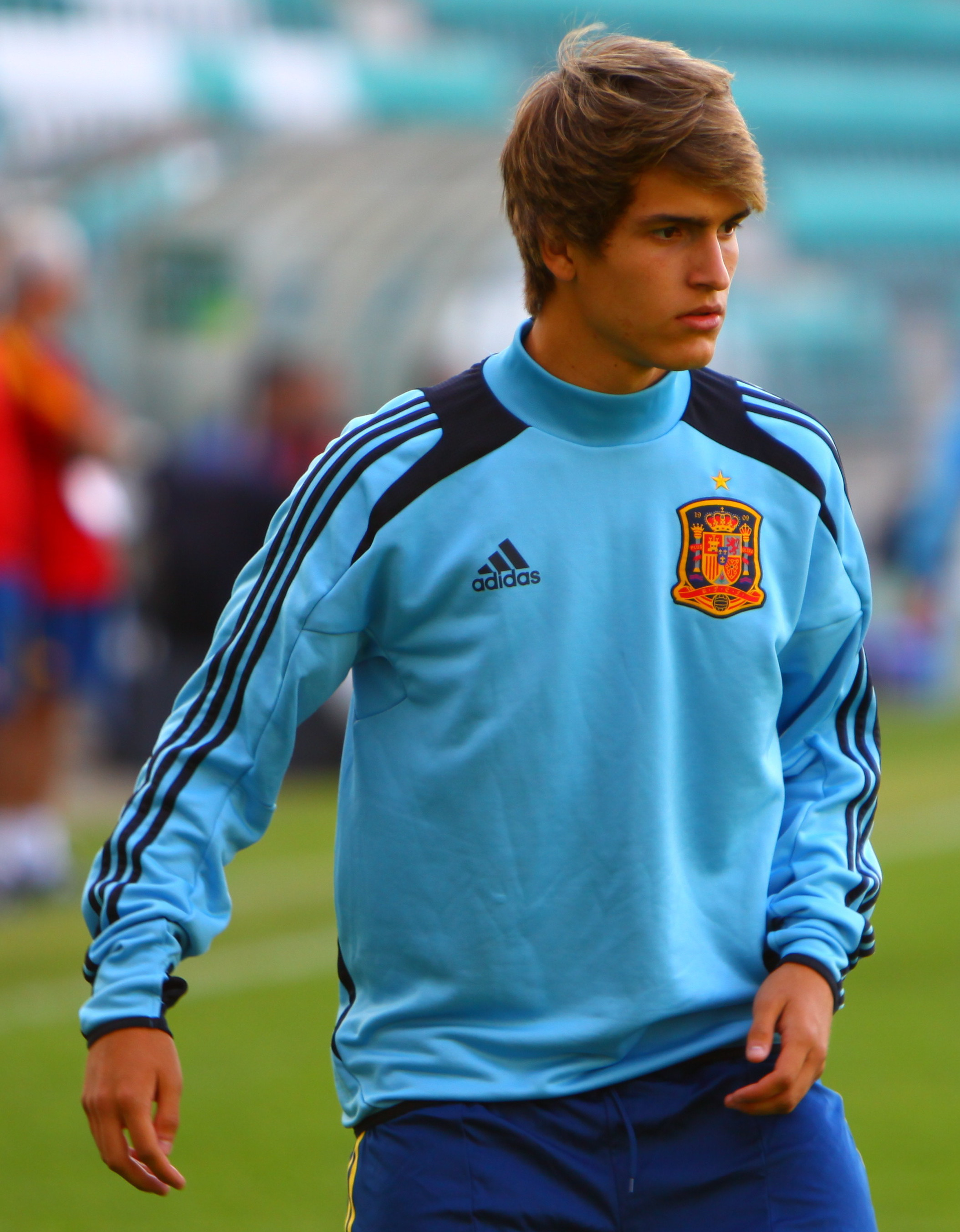
Denis Suárez mit der spanischen
U-19-Nationalmannschaft (2012)

Suárez spielte für verschiedene spanische Jugendnationalmannschaften. Mit der U-19 war er 2012 bei der Europameisterschaft in Estland aktiv, bei der das Team um Gerard Deulofeu und Jesé den Titelgewinn feiern konnte. Auch bei der – 2013 in der Türkei ausgetragenen – U-20-Weltmeisterschaft stand er im Kader und bestritt vier Spiele. Die Mannschaft scheiterte jedoch bereits im Viertelfinale am späteren Finalisten Uruguay. Für die A-Nationalmannschaft debütierte er im Mai 2016 in einem Freundschaftsspiel. Seither wurde er nicht mehr berücksichtigt.

## Erfolge
Verein
- UEFA Europa League: 2015
- Englischer Meister: 2012 (ohne Einsatz)
- Spanischer Supercup: 2016

Nationalmannschaft
- U-19-Europameister: 2012